# Faro di Cap-des-Rosiers
Il faro di Cap-des-Rosiers è un faro situato presso il villaggio di Cap-des-Rosiers nei pressi di Gaspé in Québec. Con un'altezza di 34 metri, è il più alto faro del Canada.

## Storia
Il faro venne costruito tra il 1854 e il 1858 sulla riva meridionale del golfo di San Lorenzo in cima ad una ripida falesia che domina il mare.
Durante la seconda guerra mondiale, il 15 settembre 1942, il guardiano Joseph Ferguson avvistò un U-Boot tedesco e suonò l'allarme alla difesa civile.
L'11 giugno 1973 il faro di Cap-des-Rosiers è stato designato sito storico nazionale.